# Kê vàng
Kê vàng, còn gọi là kê đỏ, kê đuôi cáo, kê ta hay ngắn gọn là kê, tên khoa học: Setaria italica, là một loài thực vật có hoa trong họ Hòa thảo. Loài này được (L.) P.Beauv. miêu tả khoa học đầu tiên năm 1812. Đây là loài kê được trồng nhiều thứ nhì trên thế giới, và quan trọng nhất ở Đông Á. Loài cây này đã được trồng lâu đời nhất trong các loài kê, được trồng ở Trung Quốc từ thiên niên kỷ 6 trước Công nguyên. Kê ta là cây thân thảo mọc thẳng có thể cao 120–200 cm.

## Hình ảnh

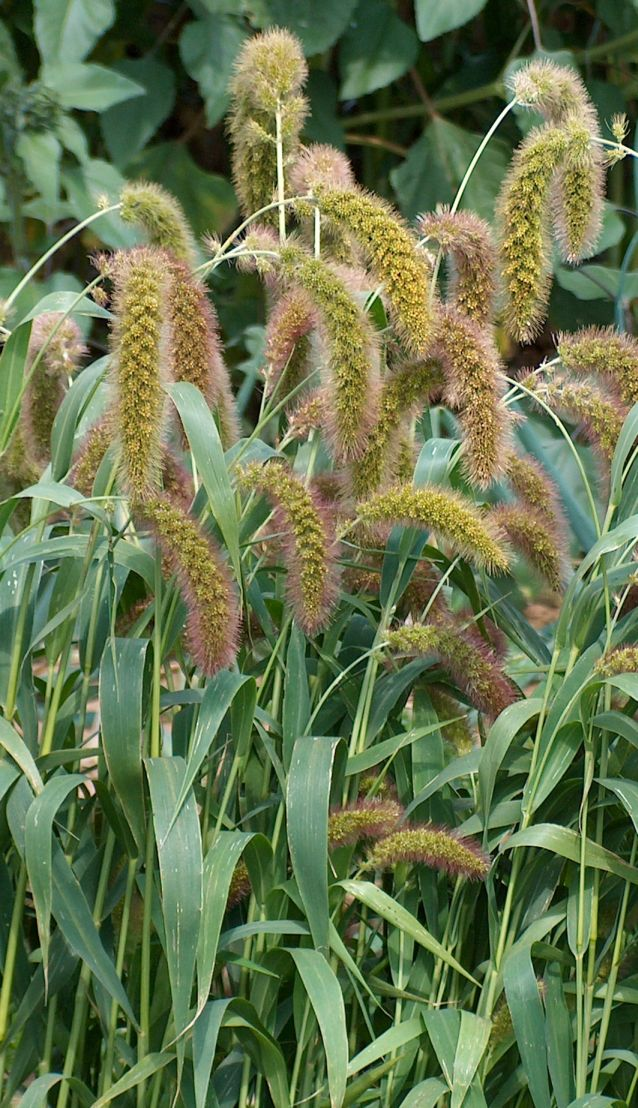
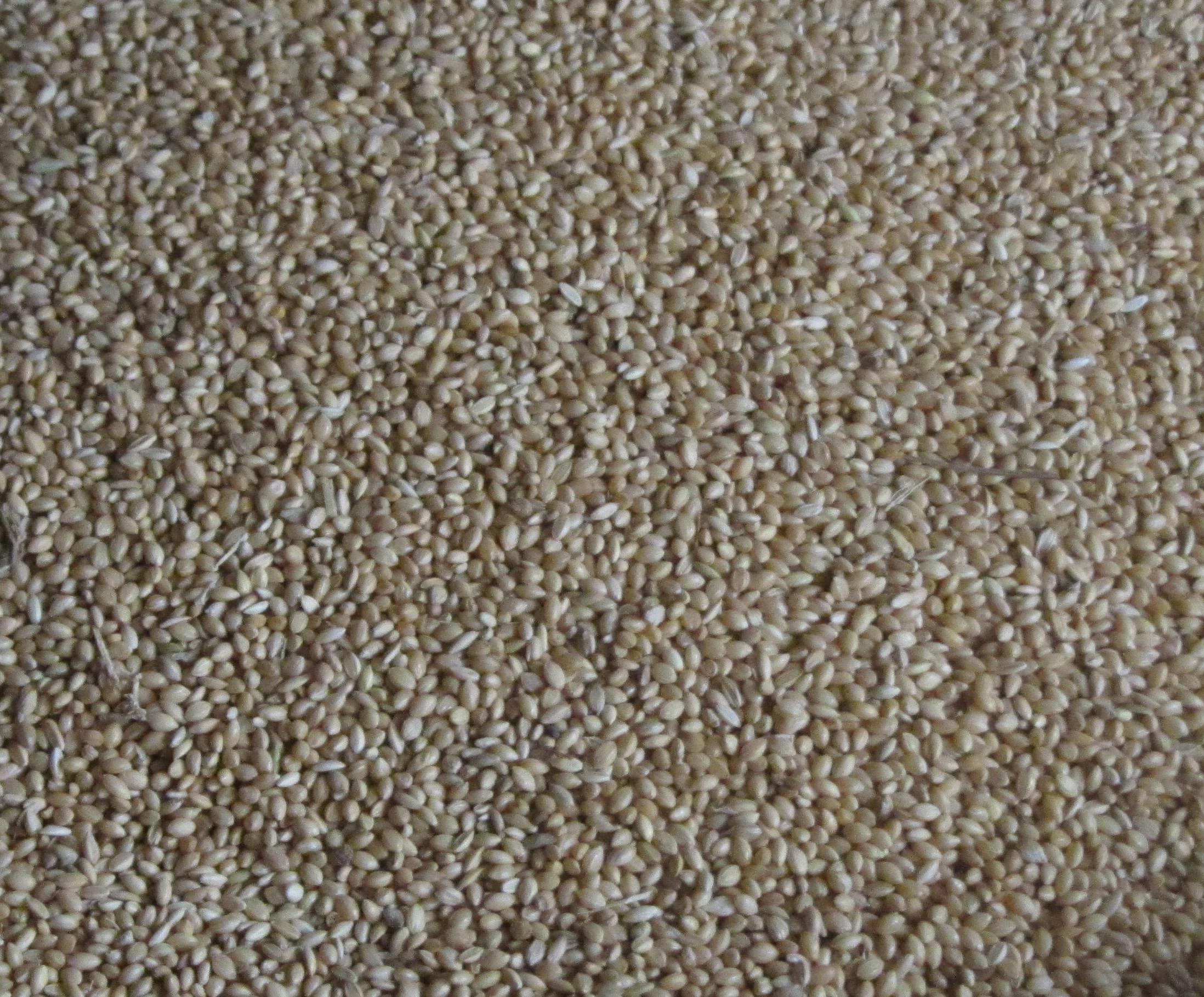
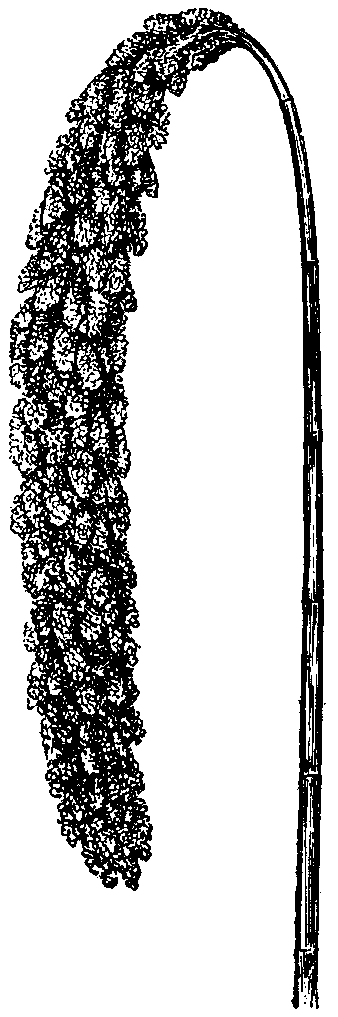
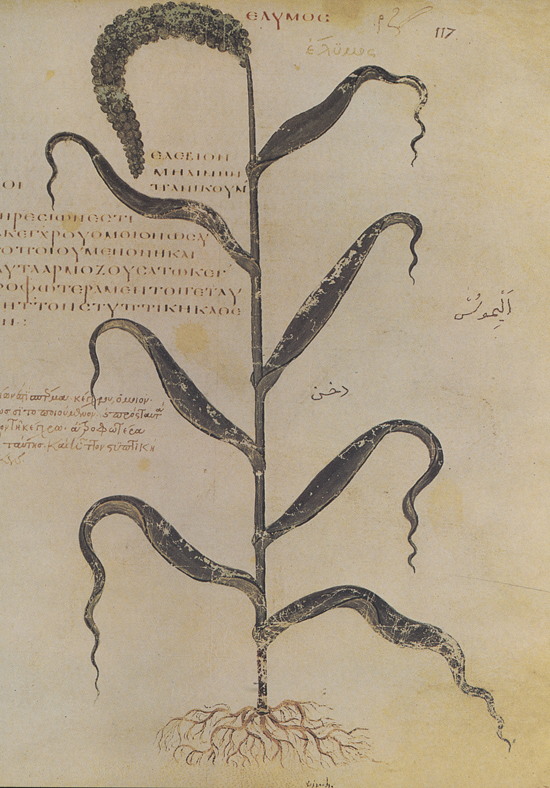
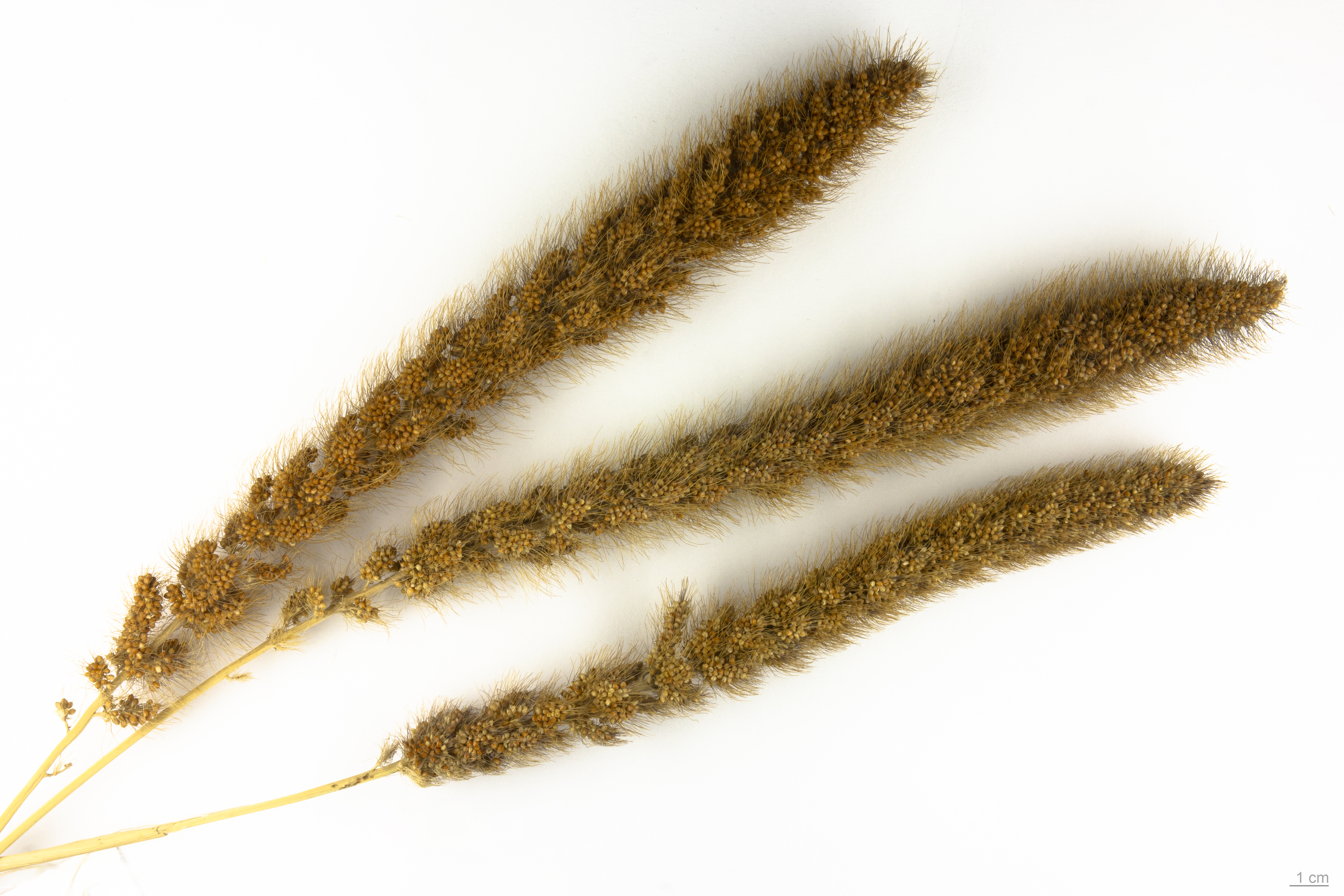
Setaria italica